# Notosudidae
Famille
Les Notosudidae forment une famille de poissons abyssaux de l'ordre des Aulopiformes.

## Liste des genres et espèces
Selon World Register of Marine Species (15 juin 2025) et ITIS (15 juin 2025) :
- genre Ahliesaurus Bertelsen, Krefft & Marshall, 1976
- genre Luciosudis Fraser-Brunner, 1931
- genre Scopelosaurus Bleeker, 1860

Selon FishBase (15 juin 2025) :
- genre Ahliesaurus
  - Ahliesaurus berryi Bertelsen, Krefft & Marshall, 1976
  - Ahliesaurus brevis Bertelsen, Krefft & Marshall, 1976
- genre Luciosudis
  - Luciosudis normani Fraser-Brunner, 1931
- genre Scopelosaurus
  - Scopelosaurus adleri (Fedorov, 1967)
  - Scopelosaurus ahlstromi Bertelsen, Krefft & Marshall, 1976
  - Scopelosaurus argenteus (Maul, 1954)
  - Scopelosaurus craddocki Bertelsen, Krefft & Marshall, 1976
  - Scopelosaurus gibbsi Bertelsen, Krefft & Marshall, 1976
  - Scopelosaurus hamiltoni (Waite, 1916)
  - Scopelosaurus harryi (Mead, 1953)
  - Scopelosaurus herwigi Bertelsen, Krefft & Marshall, 1976
  - Scopelosaurus hoedti Bleeker, 1860
  - Scopelosaurus hubbsi Bertelsen, Krefft & Marshall, 1976
  - Scopelosaurus lepidus (Krefft & Maul, 1955)
  - Scopelosaurus mauli Bertelsen, Krefft & Marshall, 1976
  - Scopelosaurus meadi Bertelsen, Krefft & Marshall, 1976
  - Scopelosaurus smithii Bean, 1925

## Étymologie
Notosudidae vient du grec noton « dos » et du latin sŭdis, « brochet ».